# Átlagos kinetikus hőmérséklet
Az átlagos kinetikus hőmérséklet (angol rövidítéssel MKT, a mean kinetic temperature kifejezésből) egyszerűsített kifejezése annak, hogy a hőmérséklet-ingadozásoknak milyen hatása van a romlandó árukra azok szállítása és tárolása során. A gyógyszeriparban széles körben alkalmazzák.
Az átlagos kinetikus hőmérséklet kifejezhető az alábbi módon:
{\displaystyle T_{K}={\cfrac {\frac {\Delta H}{R}}{-\ln \left({\frac {{t_{1}}e^{\left({\frac {-\Delta H}{RT_{1}}}\right)}+{t_{2}}e^{\left({\frac {-\Delta H}{RT_{2}}}\right)}+\cdots +{t_{n}}e^{\left({\frac {-\Delta H}{RT_{n}}}\right)}}{{t_{1}}+{t_{2}}+\cdots +{t_{n}}}}\right)}}},
ahol:
{\displaystyle T_{K}\,\!} az átlagos kinetikus hőmérséklet
{\displaystyle \Delta H\,\!} az aktiválási energia
{\displaystyle R\,\!} az egyetemes gázállandó
{\displaystyle T_{1}\,\!}–{\displaystyle T_{n}\,\!} az egyes mintavételi pontokban mért hőmérséklet
{\displaystyle t_{1}\,\!}–{\displaystyle t_{n}\,\!} a mintavételi pontok időintervallumai
Ha a hőmérsékletet azonos időközönként olvassák le (azaz {\displaystyle t_{1}\,\!} = {\displaystyle t_{2}\,\!} = {\displaystyle \cdots } = {\displaystyle t_{n}\,\!}), akkor a fenti egyenlet az alábbira egyszerűsödik:
{\displaystyle T_{K}={\cfrac {\frac {\Delta H}{R}}{-\ln \left({\frac {e^{\left({\frac {-\Delta H}{RT_{1}}}\right)}+e^{\left({\frac {-\Delta H}{RT_{2}}}\right)}+\cdots +e^{\left({\frac {-\Delta H}{RT_{n}}}\right)}}{n}}\right)}}},
ahol:
{\displaystyle n\,\!} a hőmérsékleti mintavételi pontok száma

## Fordítás
Ez a szócikk részben vagy egészben  a   Mean kinetic temperature című angol Wikipédia-szócikk ezen változatának fordításán alapul.  Az eredeti cikk szerkesztőit annak laptörténete sorolja fel. Ez a jelzés csupán a megfogalmazás eredetét és a szerzői jogokat jelzi, nem szolgál a cikkben szereplő információk forrásmegjelöléseként.